# 阿里瓜尼
阿里瓜尼是哥倫比亞的城鎮，位於該國北部，由馬格達萊納省負責管轄，距離首府聖瑪爾塔216公里，始建於1901年12月25日，面積1,107平方公里，海拔高度170米，2005年人口31,572。

## 外部連結
- （西班牙文） Ariguani official website

9°51′00″N 74°14′19″W / 9.85°N 74.2386°W